# إقليم ماشونالاند الشرقية
إقليم ماشونالاند الشرقية هو أقليم في زيمبابوي، عاصمته مارونديرا ‏، تبلغ مساحته 32,230.0 كيلومتر مربع.

## الموقع
يشترك في الحدود مع:
- إقليم هراري  [لغات أخرى]‏
- إقليم ميدلاندس
- إقليم مانيكالاند
- إقليم ماشونالاند الغربية
- مقاطعة ماشونالاند الوسطى
- محافظة تيتي.